# Andersson Pumacajia
Andersson John Pumacajia Paricahua (Arequipa, Perú, 23 de junio de 2005) es un futbolista peruano. Juega como centrocampista y su equipo actual es Foot Ball Club Melgar de la Liga 1 de Perú.

## Trayectoria

### FBC Melgar
Nacido en Arequipa, llegó a los 13 años a Melgar, donde pasaría por todas sus categorías de menores: sub-13, sub-15 y sub-17. En 2023 se integró al equipo de reservas, jugando diecisiete partidos, siendo dos como titular. Colectivamente llegarían hasta las semifinales del torneo. Para 2024, se convertiría en el capitán del equipo. Disputaría quince partidos y anotaría un gol, hasta que se lesionaría en el partido de vuelta por los cuartos de final. Se perdería los dos partidos de semifinales y regresaría para la final en el banco de suplentes, aunque no tendría minutos. Saldrían subcampeones y obtendrían un cupo para la recién creada Liga 3.
A fines de 2024, el día 3 de diciembre, firmaría su primer contrato profesional y se integraría al primer equipo para 2025, junto a tres compañeros de la reserva. Sería parte de la pretemporada realizada en Colombia, donde pudo jugar en dos partidos de los cuatro amistosos pactados, ambos ingresando desde el banco. Tendría su debut por Liga 1 en la séptima fecha, cuando ingresó en el minuto 67 por Alexis Arias en la victoria en casa por 4-0 sobre ADT. Además, aparecería en otros seis partidos en el banquillo por torneos internacionales, siendo tres por Libertadores y tres por Sudamericana. Así mismo, fue inscrito con el segundo equipo para disputar la Liga 3.

## Estadísticas
| Club                                                                               | Div.          | Temporada     | Liga  | Liga  | Liga   | Copas nacionales(1) | Copas nacionales(1) | Copas nacionales(1) | Copas internacionales(2) | Copas internacionales(2) | Copas internacionales(2) | Total | Total | Total  |
| Club                                                                               | Div.          | Temporada     | Part. | Goles | Asist. | Part.               | Goles               | Asist.              | Part.                    | Goles                    | Asist.                   | Part. | Goles | Asist. |
| ---------------------------------------------------------------------------------- | ------------- | ------------- | ----- | ----- | ------ | ------------------- | ------------------- | ------------------- | ------------------------ | ------------------------ | ------------------------ | ----- | ----- | ------ |
| F. B. C. Melgar · Perú                                                             | 1.ª           | 2025          | 1     | 0     | 0      | —                   | —                   | —                   | 0                        | 0                        | 0                        | 1     | 0     | 0      |
| F. B. C. Melgar · Perú                                                             | Total club    | Total club    | 1     | 0     | 0      | 0                   | 0                   | 0                   | 0                        | 0                        | 0                        | 1     | 0     | 0      |
| F. B. C. Melgar "B" · Perú                                                         | 3.ª           | 2025          | 7     | 0     | 0      | —                   | —                   | —                   | —                        | —                        | —                        | 7     | 0     | 0      |
| F. B. C. Melgar "B" · Perú                                                         | Total club    | Total club    | 7     | 0     | 0      | 0                   | 0                   | 0                   | 0                        | 0                        | 0                        | 7     | 0     | 0      |
| Total carrera                                                                      | Total carrera | Total carrera | 8     | 0     | 0      | 0                   | 0                   | 0                   | 0                        | 0                        | 0                        | 8     | 0     | 0      |
| (1) (2)Incluye datos de la Copa Libertadores (2025) y la Copa Sudamericana (2025). |               |               |       |       |        |                     |                     |                     |                          |                          |                          |       |       |        |